# Britta Steffen
Britta Steffen (Schwedt, 16 de novembro de 1983) é uma nadadora alemã, especialista no estilo de nado livre.

## Biografia

### Sydney 2000
Obteve desempenho notável ao conquistar seis títulos no Campeonato Europeu Junior de Natação em 1999 e integrou a equipe alemã que conquistou a medalha de bronze no revezamento 4x200 m livre nas Olimpíadas de Sydney 2000.

### Atenas 2004
Nas Olimpíadas de Atenas 2004 não obteve êxito, registrando desempenho insuficiente para avançar além das preliminares do revezamento 4x100 m livre.

### Campeonato europeu de 2006
Após um período afastada das competições, retornou em 2006 com desempenho expressivo no Campeonato Europeu de 2006, em Budapeste, na Hungria. Em 2 de Agosto, bateu o recorde mundial na prova dos 100 m livre, ao marcar o tempo de 53,30 segundos, superando a marca anterior de 53s42 da australiana Libby Lenton. Na mesma ocasião, integrou as equipes que quebraram outros dois recordes mundiais em provas de revezamento. No 4x100 m livre, a Alemanha (Petra Dallman, Daniela Goetz, Steffen e Annika Liebs) marcou 3 minutos, 35 segundos 22 centésimos, derrubando a marca anterior de 3m35s94 da Austrália (Alice Mills, Lenton, Petria Thomas e Jodie Henry). No 4x200 m livre, a Alemanha (Dallman, Daniela Samulski, Steffen e Liebs) registrou 7m50s82, superando com folga o recorde mundial anterior dos Estados Unidos (Natalie Coughlin, Carly Piper, Dana Vollmer e Kaitlin Sandeno) de 7m53s42.

### Universíada de Banguecoque 2007
Em 2007, na Universíada de Banguecoque 2007, conquistou duas medalhas de ouro nas provas dos 50 m livre, batendo o recorde das Universíadas com a marca de 24s87, e dos 100 m livre, também batendo o recorde, com a marca de 54s36 e sendo um segundo mais rápida que a estadunidense Andrea Hupman, segunda colocada na prova. Conquistou também a medalha de bronze no revezamento 4 x 100 m livre (Sonja Schober, Steffen, Dorothea Brandt, Annika Mareike Lurz e Katharina Schiller) com o tempo de 1m57s16.

### Pequim 2008
Nas Olimpíadas de Pequim 2008 ganhou duas medalhas de ouro, nas provas dos 100 m livre - estabelecendo novo recorde olímpico com 53s12 - e dos 50 m livre, com a marca de 24s06, vencendo Dara Torres, atleta estadunidense, por 1 centésimo (0,01) de segundo.

### Roma 2009
No Mundial de Esportes Aquáticos de 2009 realizado em Roma, capital da Itália, ela venceu as duas provas de velocidade, os 50 m livre e os 100 m livre, em ambas batendo o recorde mundial. Nos 50 m livre fez o tempo de 23s73 e nos 100 m livre marcou 52s07. Foi ainda vice-campeã no revezamento 4x100 m livre, com o tempo de 3m31s72, e terceira colocada no revezamento 4x100 m medley, marcando o tempo de 3m55s79.